# Reggio Calabria (metropolitane stad)
De  Città Metropolitana di Reggio Calabria (Italiaans voor "metropolitane stad Reggio Calabria") is als metropolitane stad een Italiaanse  bestuurslaag ingesteld door de Wet 142/1990 op de hervorming van de lokale overheidsorganen, in werking getreden op 1 januari 2015. De entiteit bestaat uit Reggio Calabria met omliggende gemeenten en is de rechtsopvolger van de bestaande provincie. Aan het eind van 2014 heeft de Metropolitane Raad zijn nieuwe statuut vastgesteld. Calabria is gelegen in de Zuid-Italiaanse regio Calabrië. In het noorden grenst ze aan de provincies Vibo Valentia en Catanzaro. In het westen ligt de Tyrreense Zee, in het oosten de Ionische Zee. De Straat van Messina scheidt Reggio Calabria van de Siciliaanse metropolitane stad Messina.

## Territorium
Het binnenland wordt beheerst door het bergmassief van de Aspromonte. Het is een dunbevolkt gebied en heeft de status van nationaal park. Langs de tweehonderd kilometer kust liggen een aantal belangrijke badplaatsen zoals Palmi en Locri. Gioia Tauro is een van de belangrijkste overslaghavens van de Middellandse Zee. Bij Villa San Giovanni is de Straat van Messina op zijn smalst, hier varen veerboten af en aan om de verkeersstroom tussen Sicilië en het vasteland op gang te houden. Momenteel wordt er gewerkt aan een 3300 meter lange hangbrug over de zeestraat.

## Bezienswaardigheden
De hoofdstad Reggio Calabria is de grootste plaats van de regio Calabrië. In de 1908 is de stad, samen met de Siciliaanse stad Messina vrijwel geheel verwoest door een zware aardbeving die gevolgd werd door een vloedgolf (tsunami). In de stad is het belangrijke Museo Nazionale della Magna Grecia gevestigd met voorwerpen uit onder andere het antieke Rheggion. Pronkstukken zijn de twee grote bronzen beelden die in de jaren 70 bij Riace uit zee zijn opgevist.
Bezienswaardige plaatsen in de metropolitane stad zijn: Gerace met de grootste kathedraal van Calabrië; Stilo, waar de byzantijnse 10de-eeuwse kerk Cattolica staat; Bova, ten noorden van Bova Marina ligt op 900 meter, hier heersen Griekse tradities, er wordt ook Grieks gesproken; in Locri, door de oude Grieken Lokroi Epizephyrioi genoemd, zijn de resten te vinden van een Grieks-Romeins amfitheater en een necropolis. Veel kunstschatten die in dit gebied gevonden zijn liggen nu in het museum in Reggio Calabria.
In Palmi bevindt zich het Cultureel centrum Leonida Repaci. Het wordt gevormd door de volgende instellingen: een pinacotheek, Volkenkundig museum, bibliotheek, antiquarium, muziekmuseum, gipsen beeldencollectie, auditorium en staatsarchief.
De Aspromonte is de laatste uitloper van de Apennijnen. De hoogste top is de Montalto (1955 m). In het gebied komen zeldzame dieren voor als de adelaar en de wolf. Karakteristiek voor de Aspromonte zijn de brede droge rivierbeddingen en bizarre rotsvormen zoals bij Pentedattilo en de Pietra Cappa bij San Luca.

## Belangrijke plaatsen
- Reggio Calabria (190.127 inw.)
- Gioia Tauro (18.483 inw.)
- Palmi (19.207 inw.)
- Siderno (18.125 inw.)